# David Leonard Barnes
David Leonard Barnes (* 28. Januar 1760 in Scituate, Plymouth County, Provinz Massachusetts Bay; † 3. November 1812 in Providence, Rhode Island) war ein britisch-amerikanischer Jurist. Nach seiner Berufung durch Präsident Thomas Jefferson fungierte er von 1801 bis zu seinem Tod im Jahr 1812 als Bundesrichter am Bundesbezirksgericht für den Distrikt von Rhode Island.

## Werdegang
David Barnes besuchte bis 1780 das Harvard College. Nach dem Abschluss einer Ausbildung in den Rechtswissenschaften im Jahr 1783 begann er in Taunton als Rechtsanwalt zu praktizieren. Ab 1793 war er in diesem Beruf in Providence tätig, wo er seine Anwaltspraxis bis 1802 betrieb. Von 1797 bis 1801 war er außerdem Bundesstaatsanwalt für den Distrikt von Rhode Island.
Am 30. April 1801 wurde Barnes durch Präsident Jefferson als Nachfolger von Benjamin Bourne zum Richter am United States District Court for the District of Rhode Island ernannt. Da sich der Kongress in der Sitzungspause befand, wurde dafür ein Recess Appointment genutzt. Die formale Nominierung erfolgte am 6. Januar 1802, woraufhin der Senat der Vereinigten Staaten Barnes’ Ernennung am 20. Januar desselben Jahres bestätigte und dieser sein Amt unmittelbar darauf offiziell antreten konnte. Er verstarb am 3. November 1812 in Providence und wurde auf dem dortigen Swan Point Cemetery beigesetzt. Sein Sitz fiel an David Howell, der zuvor bereits sein Nachfolger als Bundesstaatsanwalt geworden war.